# Diamond Motor Company
Diamond Motor Company war ein US-amerikanischer Hersteller von Automobilen.

## Unternehmensgeschichte
Das Unternehmen wurde 1904 in New Haven in Connecticut gegründet. Das Werk befand sich in Meriden im gleichen Bundesstaat. John T. Murphy, der in Meriden wohnte, war Chefingenieur. 1905 begann die Produktion von Automobilen. Der Markenname lautete Diamond. Im gleichen Jahr endete die Produktion. Insgesamt entstanden nur wenige Fahrzeuge.